# Зименсдамм (станция метро)
«Зименсдамм» (нем. Siemensdamm) — станция Берлинского метрополитена, расположена на линии U7 между станциями «Рордамм» (нем. Rohrdamm) и «Халемвег» (нем. Halemweg). Станция, как и проспект, названа в честь Вернера фон Сименса, одного из инициаторов строительства Берлинского метрополитена. В отличие от других станций Берлинского метрополитена, станция имеет герметические двери, и может использоваться как бомбоубежище класса B, рассчитанное на 4500 человек.

## История
Открыта 1 октября 1980 года в составе участка «Мирендорфплац» — «Рордамм». В 2003 году была произведена реконструкция станции, и её первоначальный облик был утрачен.

## Архитектура и оформление
Колонная двухпролётная станция мелкого заложения, сооружена по типовому проекту. Архитектор — Райнер Г. Рюммлер. Стены без отделки, бетонные, зелёного цвета. До реконструкции стены были покрашены в белый цвет. Колонны отделаны оранжевыми металлическими пластинами. Выход расположен в центре платформы. Поскольку станция проектировалась также как бомбоубежище, она оборудована двумя дополнительными вентиляционными шахтами, электрическими генераторами и системой подачи воды. В юго-восточном торце платформы расположен эвакуационный выход с дезактивационной камерой.